# North Miami Beach
North Miami Beach est une ville située dans le comté de Miami-Dade, dans l'État de Floride aux États-Unis.

## Démographie
| 1940 | 1950  | 1960   | 1970   | 1980   | 1990   |
| ---- | ----- | ------ | ------ | ------ | ------ |
| 871  | 2 129 | 21 405 | 30 544 | 36 553 | 35 359 |

| 2000   | 2010   | - | - | - | - |
| ------ | ------ | - | - | - | - |
| 40 786 | 41 523 | - | - | - | - |

Lors du recensement de 2010, sa population s'élevait à 41 523 habitants.